# Pachybrachis mitjaevi
Pachybrachis mitjaevi là một loài bọ cánh cứng trong họ Chrysomelidae. Loài này được Lopatin & Kulenova miêu tả khoa học năm 1982.